# Gauerslund Kirke
Gauerslund Kirke er højt beliggende midt i Gauerslund Sogn i Gauerslund, umiddelbar nordøst for Børkop by, i Vejle Kommune.
Kirkens kor og en del af skibet er opført af frådsten i 1100-tallet i romansk byggestil.

## Eksterne kilder og henvisninger
- Gauerslund Sogn hos sogn.dk
- Gauerslund Kirke Arkiveret 24. februar 2012 hos  Wayback Machine hos vejleprovsti.dk
- Gauerslund Kirke hos KortTilKirken.dk

- Wikimedia Commons har flere filer relateret til Gauerslund Kirke

Brochure om Gauerslund Kirke Arkiveret 11. maj 2022 hos  Wayback Machine